# Ti'inik
Ti'inik, també Ta'anakh, Ti’innik o Taanach (àrab: تعّنك, Tiʿnik; hebreu: תיעניכ‎) és una vila palestina de la governació de Jenin a Cisjordània, al nord de la vall del Jordà, 13 kilòmetres al nord-oest de Jenin. Segons el cens de l'Oficina Central Palestina d'Estadístiques (PCBS) tenia 1.095 habitants en 2007. Ta'anakh, com es coneixia antigament, al segle XV aC apareix governada per Talwashur i després per Yashdata.

## Arqueologia
Just a l'est de Ti'inik es troba un monticle de 40 metres d'altura que era el lloc de la ciutat bíblica de Taanach o Tanach, una ciutat levítica assignada als kohathites. Hi foren trobades dotze taules cuneiformes accàdies. Aproximadament un terç dels noms a les taules eren d'origen hurrites, indicant una significant presència ètnica septentrional. El principal segueix sent visible actualment en un palau abbàssida del segle xi.

### Història
Ti'inik, com la resta de Palestina, fou un incorporada a l'Imperi Otomà en 1517, i en el cens de 1596, la vila apareix com a Ta'inniq, situada a la nàhiya de Sara al liwà de Lajjun. Tenia una població de 13 llars, tots musulmans. Pagaven taxes sobre els productes agrícoles com blat, ordi, cultius d'estiu, cabres i ruscs, a més dels ingressos ocasionals; un total de 7.000 akçe.
En 1870 Victor Guérin va trobar que la vila consistia en 10 cases. Va descriure amb més detall com: "Una vegada els costats del sud i tot l'altiplà superior del turó allargat en la que es troba el poble estaven cobertes d'edificis, com es demostra pels innombrables fragments de ceràmica escampats per terra, i els materials de tota mena que es van reunir a cada pas: les pedres més grans s'han dut a una altra banda. Per sota del poble hi ha una petita mesquita, que fou una antiga església cristiana. Es troba, de fet, est i oest, i totes les pedres amb què està construït pertanyen a les primeres construccions; algunes d'elles estan decorades amb escultures. Més endavant a la plana hi ha diverses cisternes tallades a la roca, i un pou, anomenat Bir Tannuk."
En 1882 el Survey of Western Palestine del Fons per a l'Exploració de Palestina la descrivia com «un petit poble, que es troba al costat sud-est de la gran Tell o monticle del mateix nom vora la plana. Té oliveres al sud, i pous al nord, i està envoltat de tanques de cactus. Hi ha una cúpula blanca al poble. la roca sobre els costats del Tell s'extreu en alguns llocs, els pous són antics, i les tombes excavades a la roca es troben al nord, a prop dels peus del monticle.»
Al cens de Palestina de 1922, realitzat per les autoritats del Mandat Britànic Ti'inik tenia 65 musulmans, va disminuir lleugerament en el cens de 1931 a 64 musulmans, en un total de 15 cases.
En 1945 la població era de 100 musulmans, amb 32,263 dúnams de terra, segons un cens oficial de terra i població. 452 dúnams eren usats per plantacions i terra de rec, 31,301 dúnams per cereals, mentre que un total de 4 dúnams eren terra urbanitzable.
Com a conseqüència de la guerra araboisraeliana de 1948, i després dels acords d'armistici araboisraelians de 1949, Ti'inik van passar a pertànyer a Jordània i després de la guerra dels Sis Dies de 1967, ha estat sota domini israelià.